# مشرف (مسؤول حكومي)
كان المشرف، ولا يزال أحيانًا، مسؤولًا عامًا، خاصةً في فرنسا وإسبانيا والبرتغال وأمريكا اللاتينية. كان نظام الإشراف نظامًا إداريًا مركزيًا طُوّر في فرنسا. عندما فازت فرنسا بحرب الخلافة الإسبانية وتربع آل بوربون على عرش إسبانيا، امتد نظام الإشراف إلى إسبانيا والبرتغال والإمبراطورية الإسبانية والإمبراطورية البرتغالية. قُسمت الأراضي إلى مناطق تُدار من قِبل المشرفين. لا يزال لقب المشرف مستخدمًا في إسبانيا وأجزاء من أمريكا الإسبانية للمسؤولين الحكوميين المعينين به.

## تطوير النظام في فرنسا
كان المشرفون من موظفي الخدمة المدنية الملكية في فرنسا في عهد النظام القديم. عُيّن المشرفون بصفتهم «مفوضين» كنتاج للسياسة المركزية للتاج الفرنسي، وليس باعتبارها «مناصب» وراثية يمكن شراؤها، مما أدى إلى منع إساءة الفساد في بيع المناصب الملكية وجعل المشرفون أكثر قابلية للتتبع ومبعوثين خاضعين للملك. أُرسل المشرفون للإشراف على إرادة الملك وتطبيقها في المقاطعات وكان لديهم الحق القانوني على ثلاثة مجالات، هي: المالية والشرطة والعدالة.
كانت مهامهم مؤقتة دائمًا، مما ساعد على تقليل التحيز الإيجابي تجاه المهنة، وركزت المهام على التفتيش الملكي. وصفت المادة 54 من قانون ميخاو وظائفهم على أنها «التعرف على جميع الجرائم والجُنح والأخطاء المالية التي يرتكبها مسؤولونا والأمور الأخرى المتعلقة بخدمتنا وطمأنينة شعبنا».
كان للمشرف العديد من الخصوم بصفته رمزا للمركزية الملكية والحكم المطلق. نظر أولئك الذين يشعرون بالحنين إلى الإدارة القائمة على الذرية النبيلة (مثل سان سيمون) إلى المشرفين بمثابة بارفينوس (الشخص القادم من مكان مجهول والذي جنى السلطة والثروة) ومغتصبين للسلطة النبيلة. دعا أنصار النظام الملكي الأقل مطلقية (مثل فنلون) لإلغائهم. اتهمهم جاك نيكر، وزير المالية الوحيد منذ عام 1720 الذي لم يكن هو نفسه مشرفًا، بعدم الكفاءة بسبب شبابهم وتطلعاتهم الاجتماعية. صورتهم كراسات الشكاوى عام 1789 بأنهم أكثر عملاء متحمسون للغاية للسياسات المالية التي أرهقت الناس بشدة.
استُخدم مصطلح «مشرف» أيضًا في بعض المناصب القريبة من المراقب المالي العام، إذ نجد مناصب:
- مشرفي التمويل
- مشرفي التجارة
- مشرفي المجلس السيادي

استُخدم مصطلح «مشرف عام» بنفس الطريقة في بعض المناصب التي تم تفويضها بالقرب من وزيري الحرب والبحرية.

### التاريخ
أرسل الملوك الفرنسيون، في وقت مبكر من القرن الخامس عشر، مفوضين إلى المقاطعات للإبلاغ عن القضايا الملكية والإدارية واتخاذ أي إجراء ضروري. عُيّن عملاء الملك هؤلاء من بين أسياد الطلبات (ضباط قضائيين رفيعي المستوى للقانون الإداري في فرنسا ودول أوروبية أخرى)، ومستشاري الدولة وأعضاء البرلمان أو ديوان الحسابات. كانت مهمتهم دائما بتفويض محدد واستمرت لفترة محدودة. وإلى جانب كل هذا، كان هناك مفوضين أُرسلوا إلى الجيش، وكانوا مكلفين بتزويد الجيش والشرطة والمالية. كانوا يشرفون على المحاسبين ومقدمي الخدمات والتجار والجنرالات ويحضرون مجالس الحرب والمحاكم الخاصة بالجرائم العسكرية. تواجد هؤلاء المفوضين في كورسيكا في وقت مبكر من 1553، وفي بورج في 1592، وفي تروا في 1594، وفي ليموج في 1596.
عندما تربع هنري الرابع على العرش عام 1589، كان أحد الأمور الرئيسية التي ركز عليها هو تقليص امتيازات حكام المقاطعات الذين مثلوا، من الناحية النظرية، «الملك في مقاطعته» ولكنهم أثبتوا، أثناء الحروب الأهلية في فترة أوائل العصر الحديث، أنهم صعبو المراس للغاية. شُغلت هذه المناصب منذ فترة طويلة فقط من قِبل العائلات النبيلة الأعلى مرتبة في البلاد. أصبح مشرفو المقاطعات أداة فعالة للسيطرة الإقليمية، وقد ظهر مصطلح «مشرف» في حوالي عام 1620 في عهد لويس الثالث عشر.      
في عهد وزير لويس الثالث عشر الكاردينال ريشيليو، أصبح «المشرف» منصب مؤسساتي دائم في فرنسا مع انضمام فرنسا إلى حرب الثلاثين عامًا عام 1635. لم يعد المشرفون مجرد مفتشين، إذ أصبحت وظيفتهم كأحد وظائف المسؤولين الحكوميين. خلال حقبة حروب فرونديه عام 1648، طالب أعضاء برلمان تشامبريه سان لويس بعزل المشرفين. وافق جول مازاران وآنا من النمسا على هذه المطالب باستثناء حالة المقاطعات الحدودية المهددة بالهجوم الإسباني أو الإمبراطوري. أُعيد تعيين المشرفين مع نهاية حروب فرونديه.
بقي منصب المشرف موجودًا حتى الثورة الفرنسية. احتُفظ بلقب «مشرف» بعد ذلك من قِبل الضباط العسكريين المسؤولين عن التدقيق المالي على مستوى الفوج وما فوق.